# 波号第百十二潜水艦
波号第百十二潜水艦（はごうだいひゃくじゅうにせんすいかん）は、日本海軍の未成潜水艦。波百一型潜水艦の12番艦。太平洋戦争後に海没処分された。

## 艦歴
マル戦計画の輸送潜水艦小型、第4601号艦型の12番艦、仮称艦名第4612号艦として計画。1944年11月16日、三菱重工業神戸造船所で建造番号754番船として仮称艦名第4611号艦と同時に起工。12月8日、波号第百十二潜水艦と命名されて波百一型潜水艦の12番艦に定められ、本籍を呉鎮守府と仮定。
1945年2月12日、艤装員事務所を神戸三菱造船所内に設置し事務を開始。4月15日、進水。
終戦時は三菱造船所岸壁にあって未成。8月17日、工事中止が発令され工程90%で工事中止。
1946年4月15日、紀伊水道沖でアメリカ海軍により海没処分された。

## 艤装員長
1. 廣田秀三 大尉：1945年4月20日 - 1945年7月14日
2. 河村昭 大尉：1945年7月14日 -